# 樊明武
樊明武（1943年7月—），男，湖北沙市人，中国回旋加速器专家、磁铁理论与工程专家，中国工程院院士，第二任华中科技大学校长，中共十五大代表，

## 生平
1965年1月，获得华中工学院（现华中科技大学）学士学位。1999年12月当选为中国工程院院士。
2002年至今任湖北省科学技术协会主席。2008年11月4日正式接受湖北科技学院聘请，成为该院特聘院士。　　
2011年6月，任华中科技大学第三届学术委员会主任委员。